# Израиль на «Евровидении-2024»
Израиль участвовал в Евровидении в Мальмё, Швеция с песеней «Hurricane», и занял пятое место.

## Песня
Песня «Hurricane» (с англ. — «Ураган»; изначально называлась «October Rain») — баллада Керен Пелес и Ави Охайона на их же слова. Название было расценено как политическое послание, с намеком на резню мирного населения террористами ХАМАСА 7 октября. Песня была переписана и переименована, однако все равно неоднократно звучали призывы исключить её из конкурса.
Эден Голан, двадцатителетняя испольнительница песни, родилась в Израиле, в Кфар-Саве. В 2015 году принимала участие в российском национальном отборе на «Детское Евровидение — 2015», и заняла пятое место. В 2016 году выступила на «Детской Новой волне» в Крыму, в том числе исполнив в дуэте с Нюшей её хит «Вою на Луну».
В 2018 году Голан стала финалисткой пятого сезона шоу «Голос. Дети» (команда Пелагеи).

## Гранд-финал

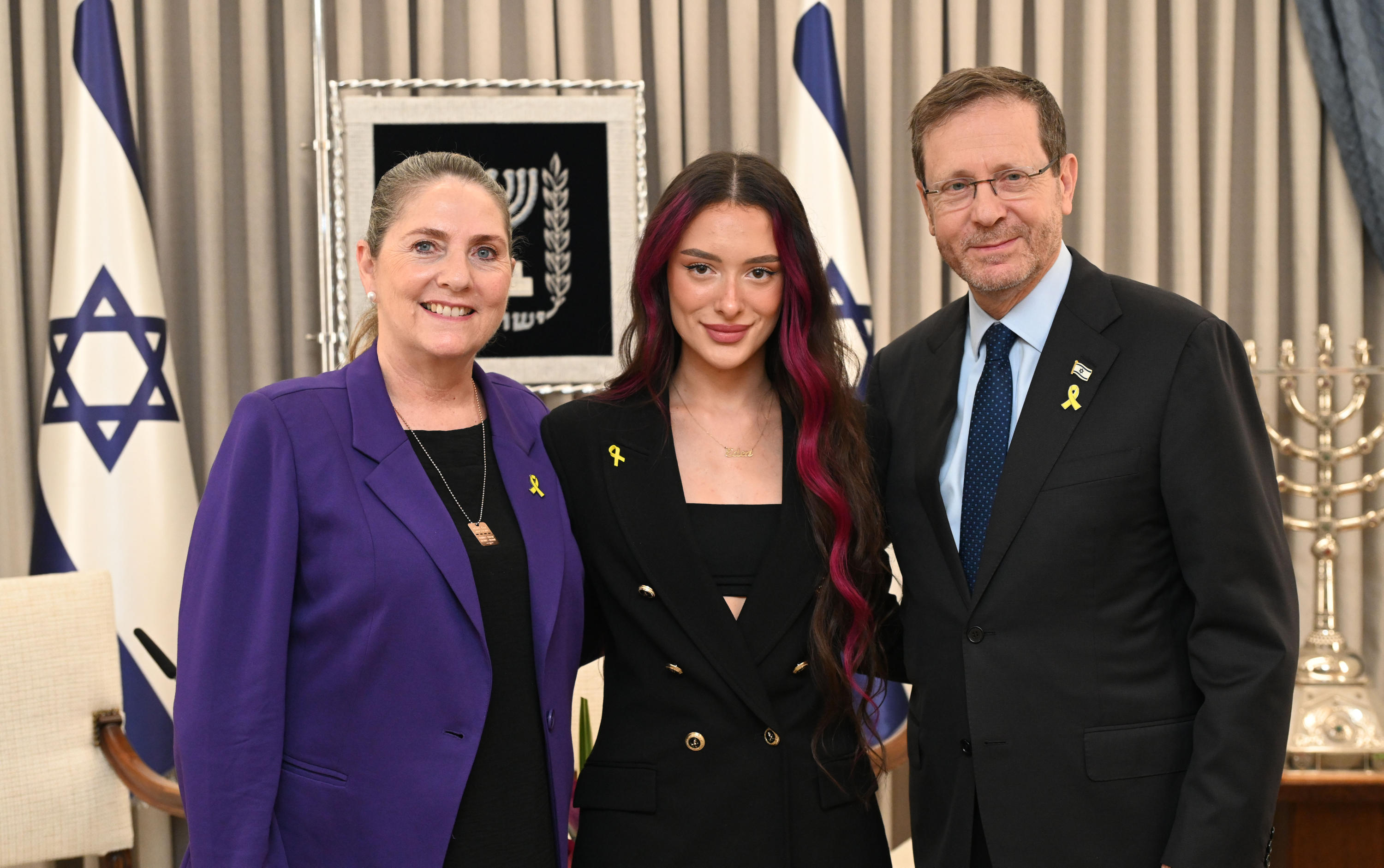
Эден Голан в доме Президента Ицхака Гергога и его жены перед вылетом Мальмё

В гранд-финал конкурса попали представители 25 стран: Швеции, Украины, Германии, Люксембурга, Израиля, Литвы, Испании, Эстонии, Ирландии, Латвии, Греции, Великобритании, Норвегии, Италии, Сербии, Финляндии, Португалии, Армении, Кипра, Швейцарии, Словении, Хорватии, Грузии, Армении, Франции и Австрии. Сам финал сопровождался скандалом, так как певец из Нидерландов был дисквалифицирован незадолго до его начала.
Эден Голан после выступления в полуфинале за считанные часы поднялась в таблицах букмекеров с восьмого места на второе. По ожиданиям букмекеров, по итогам зрительского голосования Эден Голан наберет больше всего баллов. Это оказалось близко к правде: Эден набрала 323 балла зрительских голосов, больше неё получил только певец из Хорватии с 337 баллами.
Несмотря на столь высокую оценку публики, Израиль занял только пятое место, так как профессиональное жюри поставило ей лишь 52 балла. Большинство государств не дали певице певице ни одного балла, и ни одна страна не решилась поставить ей 12 баллов (высшую оценку). Оглашение любого балла в пользу Израиля, а также появление на экране представительницы Израиля Майи Альколумбры, которая объявляла оценки израильского жюри, сопровождалось недовольным гулом зрительного зала.

## Протесты и провокации
Участие Израиля на фоне войны в Газе вызвало волну недовольства.
Многие страны-участники грозились покинуть конкурс, если Израиль будет в нём участвовать. Конкурс сопровождался антиизраильскими демонстрациями (в которых принимала участие и Грета Тунберг).
Йост Клейн прикрывал себя тканью на прессконференции, чтобы не видеть Эден, а представительница Греции Марина Сатти притворялась спящей, пока говорила Голан.
Представитель Ирландии требовали, чтобы Израиль немедленно исключили из конкурса.
Iolanda, представительница Португалии, пришла с пальцами, расскрашенными в цвета палетинского флага и изображением «арафатки» как протест против участия Израиля в конкурсе. За это организаторы наложили на неё «микро-санкции»: выложили в инстаграм исполнение из полуфинала, вместо финального.
Шведская певица, победительница прошлогоднего конкурса, Лорин, согласно сообщению британского таблоида The Sun, заявила, что в случае победы Израиля в финале, она откажется вручать приз Эден Голан.
На репетиции полуфинала финский ведущий заявил, что Ирландия получила 12 очков, отказался произнести, что именно Израиль их выиграл.

## История
Израиль участвовал в конкурсе «Евровидение» сорок пятый раз с момента своего первого участия в 1973 году. Израиль выигрывал конкурс четыре раза: в 1978 году с песней «А-Ба-Ни-Би» в исполнении Изхара Коэна и группы Alphabeta, в 1979 году с песней «Hallelujah» в исполнении группы Milk and Honey, в 1998 году с песней «Diva» в исполнении Даны Интернэшнл и в 2018 году с песней «Toy» в исполнении Нетты Барзилай.
Израильская национальная телекомпания, Израильская корпорация телерадиовещания (IPBC/Кан), отвечала за участие страны в конкурсе с 2018 года. 5 июня 2023 года Кан подтвердил участие Израиля в конкурсе 2024 года.